# 長野オリンピックスタジアム
長野オリンピックスタジアム（ながのオリンピックスタジアム）は、長野県長野市篠ノ井東福寺の南長野運動公園内にある野球場。正式名称は南長野運動公園野球場（みなみながのうんどうこうえんやきゅうじょう）。施設は類設計室が設計、長野市が所有し、南長野スポーツマネジメント共同事業体が指定管理者として運営管理を行っている。
スタンドの躯体はサクラの花をモチーフにデザインされており、内野2階スタンドが花びらを、6基の照明塔が花弁を模している。

## 歴史
長野市中心部にあった長野市営城山野球場（1926年竣工）と、県が所有し市が管理する長野運動公園野球場（1966年竣工）の2施設が老朽化したのに伴って、長野市は新たな市営野球場の建設計画を立案し、篠ノ井地区に野球場などを中心としたスポーツ公園「南長野運動公園」が整備されることになった。建設を前に、まず1998年2月開催の長野冬季オリンピックの開会式・閉会式の会場として使用することとなり、五輪に合わせて現在の内野スタンドの部分が先行して建設され、外野スタンドの位置には鉄骨で組まれた仮設スタンドが設けられた。
建設事業は五輪開催終了後の同年春から再開され、仮設スタンドを撤去して外野スタンド等が建設された。そして2000年4月16日に両翼99.1m、中堅122m、内外野全面人工芝の野球場として開場。当時の正式名称は南長野運動公園総合運動場多目的競技場（－・たもくてききょうぎじょう）。完成と同時に愛称「長野オリンピックスタジアム」が付与された（詳細は後述）。なおオリンピックスタジアムの竣工に伴って、城山野球場は2000年11月に今シーズン限りで供用を終了して閉鎖・撤去。跡地は隣接する城山公園の園地に転用され、サクラ150本をはじめとする樹木が植栽された「ふれあい広場」として2007年3月28日に開場している。
初のプロ野球公式戦は、2000年5月20日・5月21日に開催されたパ・リーグ公式戦・西武ライオンズ（現埼玉西武ライオンズ）対オリックス・ブルーウェーブ（現オリックス・バファローズ）2連戦。プロ公式戦初本塁打は、当時西武に在籍していた中嶋聡が放った。その後2008年まで、西武は長野で毎年2連戦を主催開催していた。またセ・リーグの初公式戦は同年8月1日に開催された広島東洋カープ対ヤクルトスワローズ（現東京ヤクルトスワローズ）17回戦。以来、毎年1～3カードのプロ野球公式戦が開催されており、2002年7月にはフレッシュオールスターゲームが、また2003年10月にはプロ野球ファーム日本選手権が開催された。
2007年からは、ベースボール・チャレンジ・リーグの信濃グランセローズがホームゲームの主たる開催野球場として使用した。2017年にはリーグチャンピオンシップ1試合とグランドチャンピオンシップ2試合が開催された（地区チャンピオンシップ1試合も予定されていたが雨天中止となり、順延で長野県営野球場での開催となった）。しかし2018年以降は開催試合が減少して、長野県営野球場や中野市営野球場に最多開催の座を譲っており、ポストシーズンゲームの開催もなくなっている。2022年も2試合の開催にとどまった。
このほか、アマチュア野球においても長野県及び北信越地区の社会人野球の公式戦でも使用される。
人工芝のフィールドとあって野球以外の競技での供用機会もあり、毎年4月に開催される「長野オリンピック記念長野マラソン」は、ここがゴールとなる。オリンピックスタジアムには、走者は一塁側のゲート（グラウンド搬入口）から入場し、外野のフェンス沿いを通り三塁側の内野側をゴールとするコースが設けられる。
当球場のプロ公式戦の多くは、県内全域で販売されている地方紙の信濃毎日新聞が主催もしくは共催により開催している。なお長野県南部（松本市などの中信、飯田市などの南信）は中日新聞の販売エリアとなってはいるものの、長野市などの北信、上田市などの東信はエリア外となっているなど全県では販売されていないこと等もあって、中日ドラゴンズの地方主催公式戦が当球場で開催された事は一度も無い（他球団主催試合の対戦相手としての開催実績はある）。
開場以来敷設されていたショートパイル型人工芝（アストロ製 アストロターフS-8、パイル長13mm）が経年劣化したため、2010年春に張り替え工事を実施し、ロングパイル型（アストロ製 アストロピッチSL、パイル長60mm）が敷設された。

### 愛称について
スタジアムの愛称は公募によって決定された。候補としては「フラワー」「さくら」など、スタンドの形状に因むものも応募されたが、長野オリンピックに因む名称が多く寄せられたため、長野市は「オリンピック」を愛称として採用することを内定。2000年2月1日に国際オリンピック委員会（IOC）の承認を得た上で正式に決定した。
但しIOC側から長野市に対しては、五輪マークをみだりに使用しない、ノベルティグッズの制作等の宣伝利用を行わない等々の条件が付けられた上で使用認可が下りており、五輪マークは球場正面のバルコニー部と、正面玄関の長野五輪開催地を示すエンブレム以外には掲出されていない。
グランセローズの公式HPでは「オリスタ」と略されて表記される。

## 主なエピソード
オリンピックスタジアムでのコンサート
2001年8月22日、DA PUMPのコンサートが当スタジアムで行われた。DA PUMPは同年夏、全国で野外ツアーを行っていた。
コンサートそのものは無事に開催されたものの、公演中、スタジアムの周辺の住民から騒音の苦情が相次いだ。これを受け、管理する長野市側はコンサート会場としての使用を当面の間禁止すると発表。そのため現在のところ、これがオリンピックスタジアムで行われた唯一のコンサートとなっている。
2004年オールスターゲーム
2004年7月11日にはオールスターゲーム第2戦が開催された。当時プロ野球再編問題による1リーグ化への流れが加速する中、セ・パ対抗最後のオールスターになるのでは、とチケットは即完売となった。試合は北海道日本ハムの新庄剛志が阪神のバッテリーからホームスチールを奪う活躍で全パが勝利した。試合後、新庄はMVP獲得のヒーローインタビューで、「これからは、パ・リーグです」と宣言し、スタンドの喝采を浴びた。
楽天準本拠地構想
2004年のプロ野球再編問題に絡み、9月15日、日本国内最大手のインターネットのショッピングモール「楽天市場」を運営する楽天が、プロ野球への参入を検討していることを公式に表明した。
この際、フランチャイズとしては同社代表の三木谷浩史社長の出身地でもある兵庫県（神戸市＝ヤフーBBスタジアム）を候補に挙げていたが、9月18日には楽天の役員を通じて長野市の鷲澤正一市長に長野オリンピックスタジアムを本拠地にすることについて打診があったことが判明した。 これを受けて鷲澤市長や当時・長野県の田中康夫知事は、「楽天側からの希望があれば支援したい」と表明している。打診内容は本拠地か、もしくは年間数カードを開催する準本拠地としてのものだったとされる。22日には鷲澤市長と田中知事が長野市役所内で協議し、県と市が協力して誘致活動を行っていく方針を確認した。
一方、20日には三木谷社長と大阪府の太田房江知事の対談があり、大阪ドームが本拠地候補の想定内であること、太田知事も「条件面で、できる限りのバックアップをしたい」と応じたことが明らかになった。だが、大阪・兵庫は阪神と、オリックス・近鉄の合併により誕生する新球団が保護地域としていることがネックとなり、三木谷社長は22日、先にプロ野球への加入申請を行ったライブドアが本拠地として申請している宮城県仙台市の宮城球場を本拠地として、24日に加盟申請を行うことを表明した。同時に「長野も素晴らしいスタジアムを持っている。年間10～15試合できればいいかなと思っています」として、オリンピックスタジアムでも定期的な試合開催を検討していることを明らかにした。ただし、この時点で仙台を本拠地とできなかった場合、長野を本拠地とする可能性については「それはないです」としながらも、「地元の人達が、どう盛り上がるかにかかっている」と、準本拠地化については前向きな姿勢であることを示した。この楽天の計画について鷲澤市長は、「素晴らしく名誉な話。ぜひ（誘致したい）と思います」と述べ、歓迎の意向を再度表明した。
長野市の人口は、38万人と他のプロ本拠地と比較すると人口規模が少なく、マーケット性の問題がネックになる可能性があるが、オリンピックスタジアムは全国的に見ても設備が整った野球場である他、スタジアム周辺には温泉地や旧跡などの観光資源も多く、温泉等を利用した療養施設もあるなどプロ野球の拠点としても充分機能できる可能性がある。
しかしその後、楽天は東北地方を中心とした球団創りを目指す方針に転換していく。東北楽天は2005年シーズンからパ・リーグに参入することとなったが、同年以降、長野県内で楽天の主催公式戦が行われた事は一度もない。オリンピックスタジアムでは同年、西武対楽天2試合と交流戦の巨人対千葉ロッテ戦が開催された。
セ・パ交流戦開始以降
結局、楽天の準本拠地構想は頓挫したため、依然として複数の球団が主催試合を行っている。主に巨人、横浜DeNAベイスターズ（2011年までは横浜ベイスターズ）が主催試合を行っており、東京ヤクルトスワローズや広島、埼玉西武ライオンズも公式戦開催実績がある。
2020年代に横浜DeNAベイスターズの主軸打者として活躍する牧秀悟は、中野市立中野小学校4年生だった2008年5月13日に長野オリンピックスタジアムで開催された横浜対巨人戦を観戦していたが、その際の席は巨人ファンの多い左翼席であり、巨人の兄弟会社である読売新聞東京本社が発行している『読売新聞』の取材に対し、巨人の主軸打者であったアレックス・ラミレスのホームランボールを心待ちにしているというコメントをしていた。
2014年9月2日の巨人対広島東洋カープ戦で広島のライネル・ロサリオが初回先頭打者本塁打に始まり、NPB史上63人目（67度目）のサイクル安打を達成した。(本塁打から始まり、単打で終わる達成であった。)
2015年6月23日の広島対阪神戦は、試合前から降り続く雷雨の中行われた。2回表終了時に34分間の中断を挟み、試合は8回表にマウロ・ゴメスの逆転ホームランで阪神が勝ち越すも、9回裏に広島が丸佳浩の同点打で試合は延長戦に入り、その後両軍とも得点が入らず延長12回引き分けとなった。試合終了時刻は23時47分で、実に5時間47分の激闘となった。なお、この試合で広島は「1試合21残塁」のNPBタイ記録を樹立した。（ちなみに前年、当球場でサイクルを達成していたロサリオは2軍にいたため出場できなかった。）この試合前の時点で、勝率5割で2位だった阪神はこの引き分けで勝率は変わらず、首位の巨人が敗れて5割で並んだため、セ・リーグ全球団が勝率5割以下（いわゆる貯金なし。）という6月としては異例の状態となった。また、この年のセ・パ交流戦でセ・リーグが大幅に負け越したのが大きな要因である。さらに、この日開催されたプロ野球のセ・パ計6試合のうち、この試合を含めて5試合が地方球場で行われた。これは、プロ野球が12球団となった1958年以降では初めてのことであった。
全国消防操法大会
2016年10月14日に第25回全国消防操法大会が当スタジアムで行われ、ポンプ車の部は島根県の松江市消防団が、小型ポンプの部は三重県の伊賀市消防団がそれぞれ優勝した。

## 施設概要
- グラウンド面積：14,200m2
- 両翼：99.1m、中堅：122m
- 内外野：全面ロングパイル人工芝（アストロ製 アストロピッチSL パイル長60mm）
- 外野フェンス高：4.0m
- スコアボード：磁気反転式

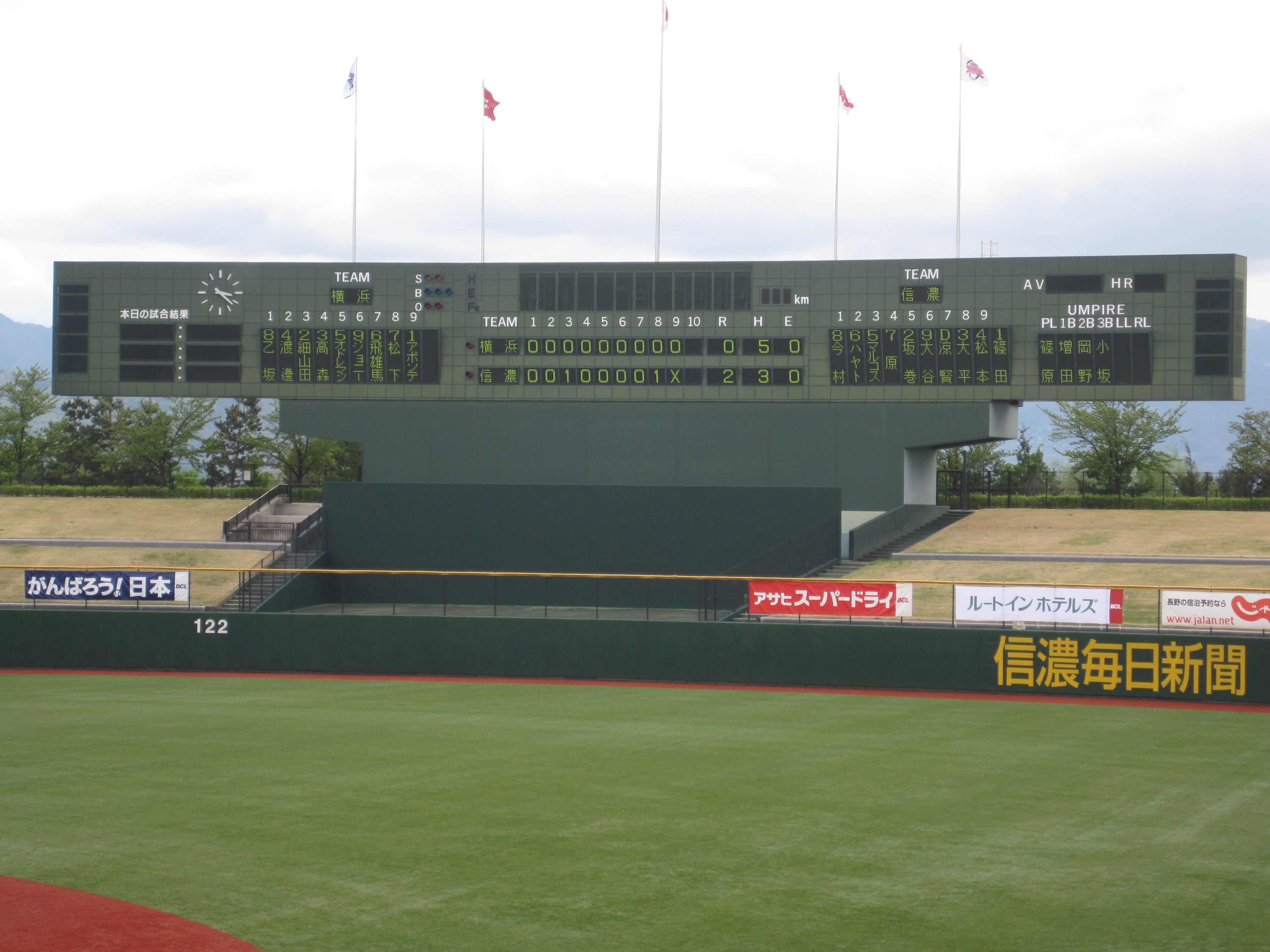
オリンピックスタジアムのスコアボード（2012年5月4日）

- ナイター照明設備：6基（照度可変。フル点灯時：投捕間=2500Lx、内野=2000Lx、外野=1000Lx）
- 収容人数：35000人
  - 内野：2階建、21,000人。外野：芝生席、9000人。身障者席：10席。（合計：約30,000人収容）
- フェンス広告あり

## 交通
- JR・しなの鉄道 篠ノ井駅東口より長野市地域循環コミュニティバス「篠ノ井ぐるりん号」で「南長野運動公園」下車

平日全11本のうち、運動公園経由は4本のみ。土曜・休日は全便運休。
- 篠ノ井駅東口からタクシー約8分、徒歩約30分
  - プロ野球開催時には長野駅東口、篠ノ井駅西口よりシャトルバス運行あり
- 上信越自動車道・長野インターチェンジより車で約5分（南長野公園通り経由）